# EC Hedos München
Der EC Hedos München war ein Eishockeyclub aus München, der in der Eishockey-Bundesliga spielte.

## Geschichte

### 1983/84 – Landesliga
Nach dem Konkurs des EHC 70 München wurde der Verein am 8. Dezember 1982 unter dem Namen „Eissportclub Hedos München“ gegründet. Der Name kam vom damaligen Sponsor, der Bekleidungsfirma Hedos von Roland Holly. Da aber Firmennamen als Vereinsbezeichnungen nicht zugelassen sind, wurde die Bezeichnung vom Griechischen Wort „Hedos“ hergeleitet. Hedos war zuvor auch Sponsor beim TSV 1860 München gewesen.
Zur Saison 1982/83 wurde der Verein wegen nicht eingehaltener Fristen vom Bayerischen Eissportverband nicht zugelassen, daher startete er erst in der Spielzeit 1983/1984 in der Landesliga. Trainer wurde Jiří Kochta, der bereits den Vorgänger EHC 70 München trainiert hatte. In der Landesliga wurden alle 18 Spiele gewonnen, das Team erzielte insgesamt 266 Tore.

### 1984/85 – Bayernliga
In der zweiten Saison spielte der Verein erfolgreich in der Bayernliga, das einzige Spiel verlor der EC Hedos München gegen die 2. Mannschaft von TuS Geretsried. Neben Jiri Kochta wurde als zweiter Ausländer der Kanadier Brian Ashton als Torwart verpflichtet.

### 1985/86 – Regionalliga
In der dritten Saison spielte der Verein in der Regionalliga. Wolfgang Saller und Robert Huber vom ehemaligen EHC 70 München, Franz Jüttner vom Bundesligisten Mannheimer ERC und später Boguslav „Bobby“ Maj verstärkten die Mannschaft. Die Regionalliga Süd wurde erneut dominiert, in der überregionalen Regionalligameisterschaft wurde der EHC Ahaus bezwungen. Den für den Aufstieg erforderlichen dritten Platz in der Aufstiegsrunde erreichte der EC durch den direkten Vergleich gegen den punktgleichen Deggendorfer EC.

### 1986/87 – Oberliga
In der vierten Saison spielte der Verein in der Oberliga. Jiří Kochta verließ den EC und wurde von Eduart Derkits, später während der Saison von Holger Ustorf abgelöst. Mit Gerhard Graf und Reinhold Degenhart kamen wieder zwei weitere ehemalige Spieler des EHC 70 München zurück. Mit dem 40-jährigen Danny Lawson kam ein Spieler, der in den 1970er Jahren schon in der National Hockey League und besonders in der World Hockey Association erfolgreich gewesen war.
Hinter Teams wie ERC Ingolstadt und EHC 80 Nürnberg konnte man sich mit Platz 5 für die Aufstiegsrunde qualifizieren. Hier wurde in einer der beiden 8er-Gruppen der Aufstiegsrunde Platz 4 erreicht. In einem Platzierungsspiel gegen den Vierten der anderen Gruppe setzte man sich gegen Nürnberg durch und war damit hinter 6 Teams aus der 2. Bundesliga siebter und damit bestes Oberliga-Team. Zum ersten Mal war der sportliche Aufstieg in eine höhere Liga verpasst worden, aber im Laufe des Sommers konnte man wegen der finanziellen Probleme beim Augsburger EV und VER Selb und des Verzichts des ERC Sonthofen doch noch in die 2. Bundesliga Süd nachrücken.

### 1987/88 und 1988/89 – 2. Bundesliga
In der nächsten Saison spielte der Verein in der 2. Bundesliga. Der Kader wurde stark verändert, so dass aus der Mannschaft der ersten Saison kein Spieler mehr im Verein war. Neuer Trainer wurde Ulf Sterner, der erste in Europa aufgewachsene NHL-Spieler. Die beiden Ausländerpositionen besetzte man mit den Kanadiern Scott MacLeod und Doug Morrison, die gemeinsam mit Georg „Schorsch“ Kieslinger den Sturm bildeten. Bereits in Rosenheim hatten Michael „Micki“ Betz und Franz Xaver Ibelherr zusammen gespielt. Wie Kieslinger kam für die Verteidigung der Ex-Nationalspieler Ignaz Berndaner vom SC Riessersee. Aus Landshut holte man Peter Weigl und Torwart Rupert Meister.
Das Publikum war auf Grund des Umbruchs anfangs skeptisch, nahm die neue Mannschaft jedoch schnell an, das Olympia-Eisstadion war mehrmals ausverkauft. Scott MacLeod wurde Topscorer der Liga. Im Laufe der ersten Zweitliga-Saison holte man noch aus Bayreuth den Top-Verteidiger Mike Heidt.
Da die Mannschaft in der ersten Saison den Aufstieg in die 1. Bundesliga verfehlte, spielte sie auch die Spielzeit 1988/89 in der 2. Bundesliga, nach der der Verein in die 1. Bundesliga aufstieg.

### 1989/90–1993/94 – 1. Bundesliga
1989 spielte die Mannschaft zum ersten Mal in der 1. Bundesliga. Ken Berry und Dale Derkatch ersetzten die beiden Kanadier. Im erstmals in der Olympiahalle ausgetragenen Spiel qualifizierte sich die Mannschaft durch einen 4:2-Sieg gegen den EV Landshut für die Meisterschaftsplayoffs, wo die Mannschaft im Viertelfinale der Düsseldorfer EG unterlag.
In der zweiten 1. Bundesliga-Saison verließ Franz Jüttner den – im Herbst 1990 zeitweise zahlungsunfähigen – Verein, der als Stütze der Mannschaft angesehen wurde. Derkatch wechselte zum Konkurrenten nach Rosenheim und die neuen Ausländer, Dan Hodgson und Peter Ihnacak waren kein gleichwertiger Ersatz. Die Mannschaft schied erneut im Viertelfinale der Playoffs – dieses Mal gegen die Kölner Haie – aus.
Nach drei Jahren mit schlechten Platzierungen, wobei die Mannschaft 91/92 erst über die Abstiegsplayoffs den Klassenerhalt schaffte, versuchte der Verein, mit Gerd Truntschka, Dieter Hegen, Karl Friesen, Raimond Hilger und anderen sportlichen Erfolg zu erreichen, obwohl die Finanzen des Vereins angespannt waren. Sportlich ging es in der Saison 1992/93 aufwärts. Dale Derkatch kehrte zurück und mit Wally Schreiber, Gordon Sherven und Mike Schmidt kamen weiter Stars der Liga nach München. Mit dieser Mannschaft konnte man in der Saison 1993/94 nun die Meisterschaft nach München holen.
Der EC Hedos München stellte in der Finalserie 1994 gegen die Düsseldorfer EG einen Rekord auf, der noch bis heute Gültigkeit hat.
Hedos München wurde als das schlechter platzierte der beiden Finalteams ungeschlagen deutscher Meister.
An dieser Marke kratzten 2003 die Krefeld Pinguine in der Finalserie gg. die Kölner Haie, als sie schon 2:0 an Siegen vorn lagen, aber Köln noch mit zwei knappen Siegen (3:2 und 3:2) die Serie ausglich, aber dann im fünften Spiel mit 1:3 verlor.

### 1994/95 – Deutsche Eishockey Liga
Nach der Meisterschaft 1994 wurde die erste Mannschaft des Vereins in Maddogs München umbenannt und versucht, die EC Hedos München als GmbH auszulagern, die Gründungsmitglied der Deutschen Eishockey Liga werden sollte.
Die Mannschaft nahm beim Start der ersten Saison der Deutschen Eishockey Liga teil, aber schon am 18. Dezember 1994 machten die Maddogs München in Nürnberg ihr letztes Punktspiel und der Spielbetrieb des Teams wurde eingestellt.
Da die Auslagerung der Mannschaft in die GmbH – die nicht über den Status in Gründung hinauskam – tatsächlich nicht stattgefunden hatte, wurde – nach Antrag der Oberfinanzdirektion München – das Konkursverfahren über den Verein EC Hedos München eingeleitet und mit Schuldenstand von circa 16,2 Millionen Mark Anfang 1995 mangels Masse abgelehnt.
Die im Mai 1995 vom Notvorstand Franz Litzinger durchgeführte Mitgliederversammlung des Vereins beschloss die Liquidation des Vereins, für deren Durchführung Rechtsanwalt Wolf-Dietrich Kohler beauftragt wurde.

## Erfolge
- Deutscher Eishockey-Meister 1994
- Aufstieg in die Eishockey-Bundesliga 1989
- Vizemeister 2. Bundesliga Süd 1989
- Aufstieg in die 2. Bundesliga 1987
- Aufstieg in die Eishockey-Oberliga 1986
- Deutscher Regionalliga-Meister 1986
- Aufstieg in die Regionalliga 1985
- Bayerischer Eishockey-Meister 1985
- Aufstieg in die Bayernliga 1984
- Bayerischer Landesliga-Meister 1984

## Gegenwart
Beim Verein EHC München, der 1998 gegründet wurde, gab es in der Saison 2004/05 bis in den danachfolgenden Sommer hinein Überlegungen, den Namen Hedos in den Vereinsnamen aufzunehmen. Dabei wurde festgestellt, dass das Konkursverfahren über den Verein EC Hedos München bis damals noch nicht komplett abgeschlossen war, was neben anderen Gründen zur Nichtaufnahme des Namens führte.
Der Name Hedos ist inzwischen von einer Privatperson im Jahr 2005 (zu dem Zeitpunkt Pressesprecher des EHC München) für den Eishockeybereich geschützt worden.

## Meistermannschaft 1993/94
Torhüter20 Peter Zankl, 27 Karl Friesen
Verteidigung3 Greg Müller (GER/CAN), 4 Mike Schmidt, 6 Zdenek Travnicek, 7 Christian Lukes, 21 Rainer Lutz, 28 Sergei Schendelew (RUS), 34 Claus Strupp, 2 Alexander Genze
Stürmer8 Gordon Sherven, 10 Anthony Vogel, 16 Dale Derkatch (CAN), 17 Gerd Truntschka, 22 Ewald Steiger, 23 Dieter Hegen, 24 Andreas Volland, 25 Raimond Hilger, 32 Georg Franz, 33 Jan Benda, 35 Wally Schreiber, 37 Tobias Abstreiter, 26 Ralf Reisinger, 1 Chris Straube
TrainerHardy Nilsson
Chris Straube spielte erst vom zweiten Spiel des Halbfinales an mit einem überklebten Trikot und war eine Überraschung, von der weder Fans noch Fernsehreporter etwas wussten.

## Spielzeiten
| Saison  | Liga              | Platzierung |                                 |
| ------- | ----------------- | ----------- | ------------------------------- |
| 1983/84 | Bayern Landesliga | Meister     | Aufstieg                        |
| 1984/85 | Bayernliga        | Meister     | Aufstieg                        |
| 1985/86 | Regionalliga      | Meister     | Aufstieg                        |
| 1986/87 | Oberliga          | 5.          | Nachrücker in die 2. Bundesliga |
| 1987/88 | 2. Bundesliga     | 2.          | Aufstiegsrunde                  |
| 1988/89 | 2. Bundesliga     | 2.          | Aufstieg                        |
| 1989/90 | Bundesliga        | 8.          | Playoff-Viertelfinale           |
| 1990/91 | Bundesliga        | 8.          | Playoff-Viertelfinale           |
| 1991/92 | Bundesliga        | 9.          | Playdowns                       |
| 1992/93 | Bundesliga        | 4.          | Playoff-Viertelfinale           |
| 1993/94 | Bundesliga        | 2.          | Meister                         |

## Trainer
| Name              | Zeit                |
| ----------------- | ------------------- |
| Jiří Kochta       | 1983 bis 1986       |
| Eduard Derkits    | 1986/87             |
| Holger Ustorf     | 1986/87             |
| Ulf Sterner       | 1987/88             |
| Jiří Kochta       | 1988/89             |
| Anders Nordin     | 1989/90             |
| Curt Lindström    | 1990/91 bis 1991/92 |
| Franz Hofherr     | 1991/92             |
| František Kaberle | 1991/92             |
| Ewald Steiger     | 1991/92             |
| Pavel Volek       | 1991/92             |
| Hardy Nilsson     | 1992/93 bis 1993/94 |